# Cuzamá

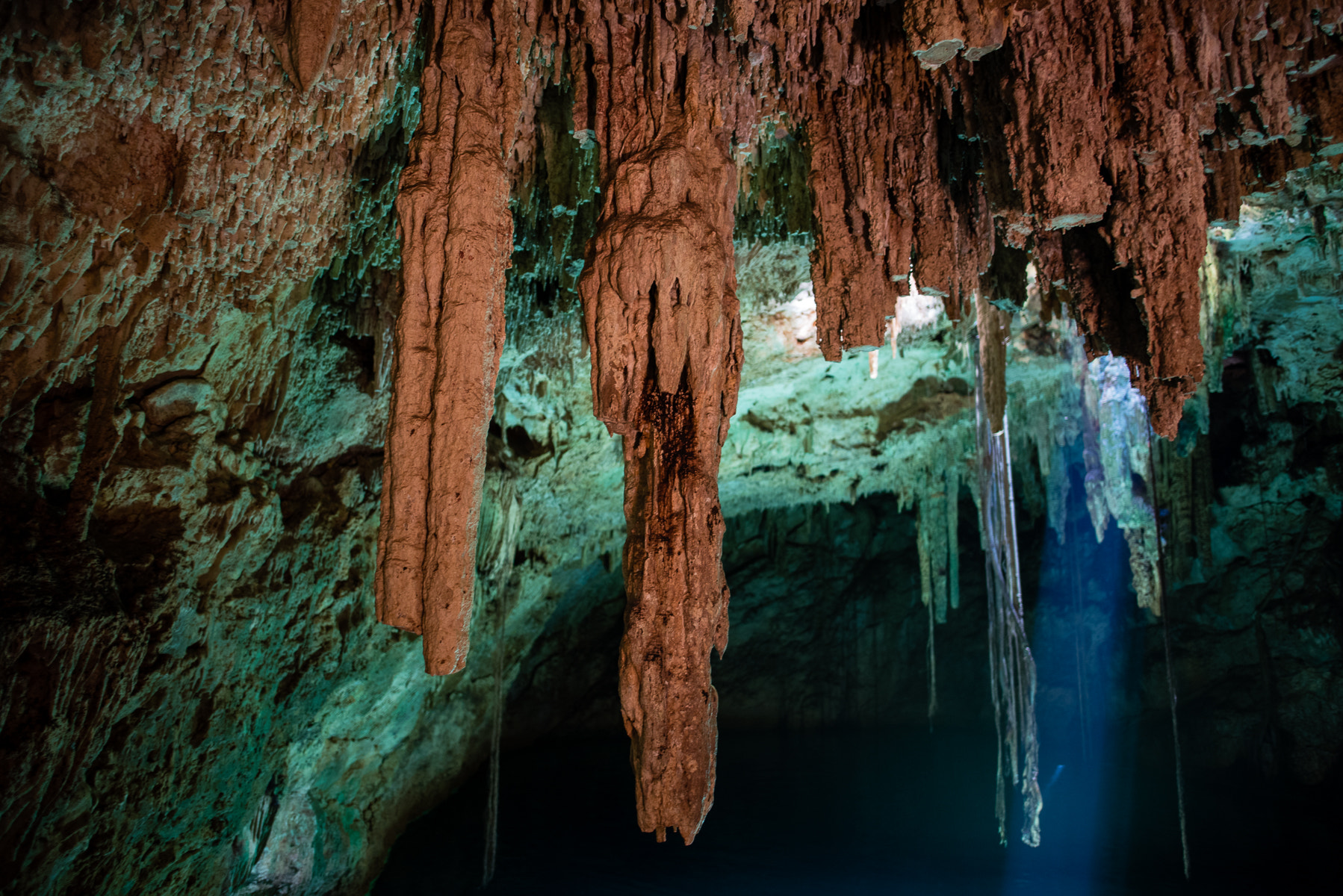
Cuzamá – Cenote

Cuzamá ist eine Kleinstadt mit ca. 4500 Einwohnern im Zentrum des mexikanischen Bundesstaats Yucatán. Sie ist der Hauptort einer Gemeinde (municipio) mit insgesamt annähernd 5500 Einwohnern.

## Lage und Klima
Cuzamá liegt etwa 44 km (Fahrtstrecke) südöstlich von Mérida bzw. ca. 50 km südwestlich von Izamal; der Nachbarort Homún ist etwa 3,5 km entfernt. Das Klima ist meist trocken und warm; Regen (ca. 750 mm/Jahr) fällt überwiegend im Sommerhalbjahr.

## Bevölkerung
| Jahr      | 2000 | 2010 | 2020 |
| Einwohner | 3256 | 3721 | 4208 |

Die meisten Einwohner des Ortes sind mayastämmig.

## Wirtschaft
Die Stadt war lange Zeit ein Zentrum des Sisal-Agaven-Anbaus. Heute spielt die Landwirtschaft, vor allem der Anbau von Mais und Bohnen, die Hauptrolle im Wirtschaftsleben der Gemeinde. Auch der Tourismus bringt etwas Geld in die Gemeinde.

## Geschichte
Die Ursprünge der Stadt liegen im Dunkeln; die Existenz einer kleinen Maya-Siedlung ist jedoch wahrscheinlich. Nach dem Ende Mayapáns (ca. 1460) und noch kurze Zeit nach der Eroberung Yucatáns durch die Spanier unter Francisco de Montejo (1441–1461) existierte das Maya-Fürstentum Hocabá-Homún, zu dem auch Cuzamá gehörte.

## Sehenswürdigkeiten
- Die aus Bruchsteinen errichtete, aber wohl von Beginn an verputzte einschiffige Kirche Santiago Apóstol ist das Wahrzeichen der Stadt.

Umgebung
- Drei nur wenige Kilometer außerhalb des Ortes gelegene Cenotes (Cenote Chelentún, Cenote Chansinicché und Cenote Bolonchoojol), in denen zumeist auch geschwommen werden kann, sind mit Pferdefuhrwerken auf Schienen erreichbar.[2]
- Zur Gemeinde gehört auch der aus einer Hacienda hervorgegangene Nachbarort Eknakán.[3]